# غوتليب ياكوب بلانك
غوتليب ياكوب بلانك (بالألمانية: Gottlieb Jakob Planck)‏ (و. 1751 – 1833 م) هو مؤرخ المسيحية، ومؤرخ، وعالم عقيدة، وأستاذ جامعي ألماني، ولد في نورتينغن، توفي في غوتينغن، عن عمر يناهز 82 عاماً.

## التعليم
تعلم في جامعة توبنغن.